# Кускус (животно)
Кускус е сборно име на видове торбести животни от 4 таксономични рода на семейство Phalangeridae както следва:
- Ailurops
- Phalanger
- Spilocuscus
- Strigocuscus

Само един от видовете се среща в Австралия. Всички представители населяват островите северно от континента - основно Нова Гвинея и по-рядко Сулавеси, Молукските острови и съседни по-малки острови в района, включително и Тимор, където е интродуциран един от видовете.